# Мексиканское нагорье
Мексиканское нагорье (исп. Altiplanicie Mexicana) — нагорье в южной части Северной Америки, занимающее большую часть Мексики (её северную и центральную часть). Имеет площадь около 1200 тыс. км². Состоит из обширного плоскогорья и горных хребтов, расположенных по границе с востока, юга и запада. Большая часть нагорья располагается на высоте 1000—2000 м.
Мексиканское нагорье заселено неравномерно. В районе плодородных долин южной части проживает около половины населения Мексики, в то время как в других местах населённые пункты весьма малочисленны. На Мексиканском нагорье расположена столица Мексики Мехико.

## География

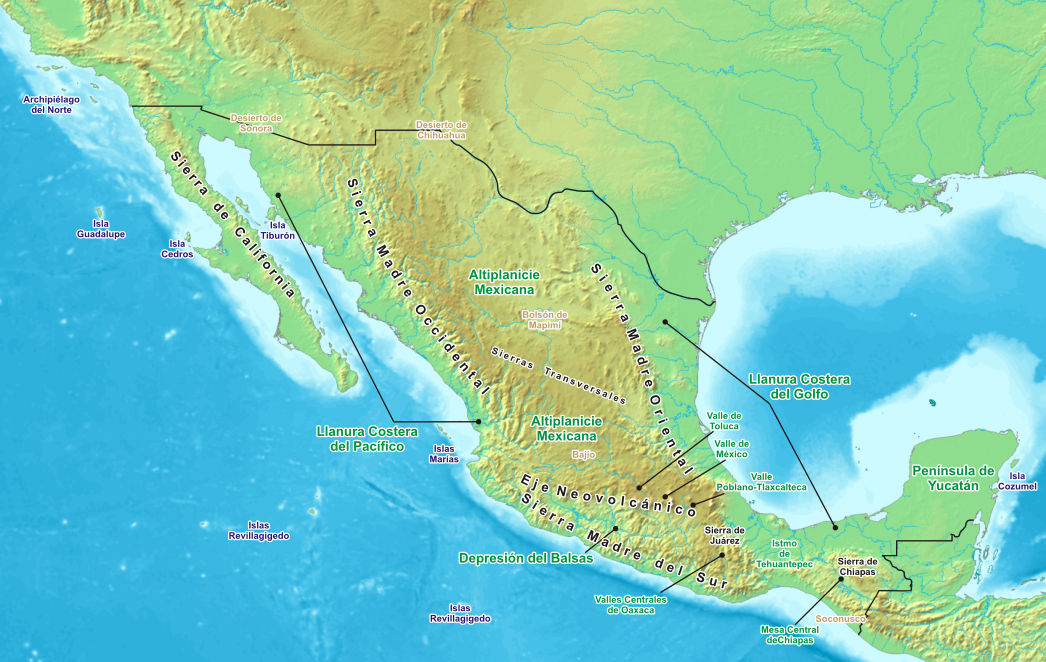
Расположение Мексиканского нагорья.

С востока Мексиканское нагорье ограничено горным хребтом Сьерра-Мадре Восточная (высота до 4054 м), который круто обрывается в сторону Мексиканского залива. Западная граница нагорья — хребет Сьерра-Мадре Западная (высота до 3150 м), ступенями понижающийся к побережью Тихого океана. На юге нагорье упирается в гряду потухших и действующих вулканов — Поперечную Вулканическую Сьерру. В северной части в районе границы Мексики и США, нагорье образует клиновидный выступ между пустыней Сонора и плато Колорадо, плавно переходя в плато Великие равнины. На севере нагорья расположена пустыня Чиуауа.
Внутренняя часть Мексиканского нагорья делится на районы: Северная Меса и Центральная Меса (исп. mesa «стол»).
- Северная Меса состоит из относительно ровных котловин (высота 900—1200 м) — больсонов (исп. bolsón «низина, котловина»), разделённых отдельными хребтами. Средняя высота района увеличивается от 660 м на севере до 2000 м на юге.
- Центральная Меса включает ряд вулканических плато высотой 2000—2400 м, разобщённых горными поднятиями и котловинами; поверхность покрыта в основном вулканическими продуктами.

## Климат
Открытость Мексиканского нагорья с севера и уклон Северной Месы к пустынным районам запада США обусловливают глубокое проникновение на юг холодных и сухих воздушных масс с севера в зимнее время года. Поэтому, хотя северная часть Мексики расположена в низких широтах, её климат характеризуется малым количеством осадков и резкими колебаниями температуры. Средняя температура января составляет от 9 до 14 °C, июля — от 28 до 31 °C, минимальные и максимальные температуры составляют −10 °C и +40 °C соответственно.
В южной части плато высота над уровнем моря определяет климатический пояс:
- Тьерра калида (исп. tierra cálida «горячая земля») — высоты в среднем до 1400 м характеризуются солнечной и переменно-влажной погодой зимой и очень сырой и дождливой погодой летом.
- Тьерра темплада (исп. tierra templado «умеренная земля») — высоты в среднем до 3000 м имеют умеренно тёплую погоду на протяжении всего года: ясно весной и зимой, пасмурно и дождливо осенью.
- Тьерра фриа (исп. tierra fría «холодная земля») — холодный пояс верхних склонов высоких гор; снеговая линия лежит на высоте 4500 м, и вершины самых высоких гор постоянно покрыты снегом.

Среднегодовые осадки во внутренних районах составляют 200—400 мм, на внешних склонах гор — до 2000—3000 мм.

## Гидрография
Немногочисленные сезонные реки в северной части Мексиканского нагорья не имеют стока в океан и обычно заканчиваются в больсонах, что привело к накоплению в них толщи осадочных пород и образованию ряда временных бессточных солёных озёр. Исключение представляет Рио-Кончос, приток Рио-Гранде.
В южной части реки более полноводны, в районах активного вулканизма и частых землетрясений сформировалось много тектонических озёр (Чапала, Куицео и др.).

## Полезные ископаемые
С геологической точки зрения Мексиканское нагорье состоит в основном из известняков, песчаников и мергелей, также распространены лавовые покровы, на плато — аллювиально-делювиальные отложения. Мексиканское нагорье имеет богатые месторождения серебра, свинца, сурьмы, цинка, ртути, железных и марганцевых руд, золота, меди и другие.

## Флора и фауна
Мексиканское нагорье характеризуется своеобразной богатой растительностью (более 8 тыс. эндемичных видов). На севере растительность редкая, представленная многими видами кактусов (около 500 видов), агавами (140 видов), юкками, дазилирионами и колючими кустарниками. К югу растительность сменяется саваннами, в которых растут злаковые, амарантовые, редкие акации и другие виды. На наветренных склонах южной части нагорья растут влажные тропические леса.
Большинство животных, обитающих в регионе, принадлежит к Неарктической зоогеографической области. На большей части территории водятся олени (белохвостый и др.), антилопа вилорог, различные грызуны (белки, мешотчатые крысы). Из хищников — рыжая рысь, пума, волки, лисицы, скунсы, выдры, еноты. Из птиц — разнообразные представители воробьиных. Также представлены многочисленные пресмыкающихся. На юге Мексиканского нагорья встречаются ягуар, оцелот, кинкажу, пекари, броненосец, муравьед и другие животные.